# Bible kutnohorská
Bible kutnohorská je druhou úplnou tištěnou českou biblí, která spolu se svou předchůdkyní, Biblí pražskou patří do tzv. čtvrté redakce staročeského překladu. Pochází z roku 1489, má v podstatě stejný text jako Bible pražská (celkem 606 listů + 6 listů rejstříků); navíc má však 116 dřevořezů.
Od Pražské bible se liší na některých místech i v pravopise (např. po souhláskách č, ř, š, ž a na začátku slov preferuje y na rozdíl od Pražské bible apod.).
Obsah Bible kutnohorské je totožný s obsahem Bible pražské. Na rozdíl od Bible pražské však obsahuje před knihou Tóbijáš tzv. Třetí knihu Ezdrášovu (v běžném značení 4. kniha Ezdrášova, ve skutečnosti to však je jen její poslední část tj. 15,1–16,78). Tento omyl je napraven již v následující Bibli benátské.